# Backomyia limpidipennis
Backomyia limpidipennis är en tvåvingeart som först beskrevs av Wilcox 1936.  Backomyia limpidipennis ingår i släktet Backomyia och familjen rovflugor. Inga underarter finns listade i Catalogue of Life.